# John Tonelli
John A. Tonelli (* 23. März 1957 in Hamilton, Ontario) ist ein ehemaliger kanadischer Eishockeyspieler. Der linke Flügelstürmer begann seine Karriere in der World Hockey Association, wo er zwischen 1975 und 1978 für die Houston Aeros auflief. Anschließend wechselte er in die National Hockey League, in der er bis 1992 über 1000 Partien für insgesamt fünf Teams bestreiten sollte. Den Großteil davon verbrachte er bei den New York Islanders, mit denen er Anfang der 1980er Jahre viermal in Folge den Stanley Cup gewann und bei denen seine Trikotnummer 27 seit Februar 2020 nicht mehr vergeben wird. Mit der kanadischen Eishockeynationalmannschaft gewann Tonelli beim Canada Cup 1984 die Goldmedaille.

## Karriere
Während seiner Juniorenzeit spielte er für die Toronto Marlboros in der OHA. Die World Hockey Association hatte einige Juniorenspieler im Visier. Während man in der NHL erst mit 20 Jahren zum Draft zugelassen war, versuchte man in der WHA auch jüngere Spieler zu ködern. Besonders im Blickpunkt der Öffentlichkeit war hier die Verpflichtung von Tonelli. Bis zu seinem 18. Geburtstag spielte er bei den Junioren und im Anschluss unterschrieb er bei den Houston Aeros. Vor Gericht wurde entschieden, dass sein Verhalten rechtmäßig war, da er als Volljähriger diesen neuen Vertrag eingehen konnte.
Bei den Aeros spielte er in einer Reihe mit Gordie Howe und dessen Sohn Marty. Beim NHL Amateur Draft 1977 sicherten sich dann die New York Islanders in der zweiten Runde an 33. Stelle die Rechte an ihm für die National Hockey League (NHL). Nachdem die Aeros aufgelöst wurden, spielte er ab der Saison 1978/79 in New York. Anfangs war er ein kampfbetonter Spieler, der dem Gegner den Puck abnehmen konnte, erst später entwickelte er sich zu einem starken Scorer. Mit den Islanders konnte er viermal in Folge den Stanley Cup gewinnen. Beim Canada Cup 1984 war er der überragende Spieler des Turniers. Hiervon motiviert, gelangen ihm 100 Punkte in der Saison 1984/85.
Gegen Ende der folgenden Saison wechselte er zu den Calgary Flames. In den zweieinhalb Spielzeiten in Calgary konnte er nicht an die Werte in New York anschließen. Ab der Saison 1988/89 spielte er mit Wayne Gretzky bei den Los Angeles Kings. Nach zwei ordentlichen Jahren fiel er im dritten Jahr auf nur 30 Punkte zurück. Er wechselte zu den Chicago Blackhawks, die ihn im Laufe der Saison an die Nordiques de Québec weiterreichten. Dort beendete er die Saison und seine aktive Karriere.
Im Februar 2020 sperrten die New York Islanders seine Trikotnummer 27, die somit fortan nicht mehr vergeben wird. Anders Lee, Mannschaftskapitän der Isles zu diesem Zeitpunkt, darf jedoch in Absprache mit Tonelli weiterhin mit dieser Rückennummer auflaufen.

## Erfolge und Auszeichnungen
| - 1975 OMJHL All-Star Team - 1980 Stanley-Cup-Gewinn mit den New York Islanders - 1981 Stanley-Cup-Gewinn mit den New York Islanders - 1981 Conn Smythe Trophy - 1982 Teilnahme am NHL All-Star Game - 1982 Stanley-Cup-Gewinn mit den New York Islanders | - 1982 NHL Second All-Star Team - 1983 Stanley-Cup-Gewinn mit den New York Islanders - 1985 Teilnahme am NHL All-Star Game - 1985 NHL Second All-Star Team - 2020 Sperrung der Trikotnummer 27 durch die New York Islanders |

### International
- 1984 Goldmedaille beim Canada Cup
- 1984 Most Valuable Player des Canada Cups
- 1984 All-Star Team des Canada Cups

## Karrierestatistik

### International
Vertrat Kanada bei:
- Canada Cup 1984

(Legende zur Spielerstatistik: Sp oder GP = absolvierte Spiele; T oder G = erzielte Tore; V oder A = erzielte Assists; Pkt oder Pts = erzielte Scorerpunkte; SM oder PIM = erhaltene Strafminuten; +/− = Plus/Minus-Bilanz; PP = erzielte Überzahltore; SH = erzielte Unterzahltore; GW = erzielte Siegtore; 1 Play-downs/Relegation; Kursiv: Statistik nicht vollständig)

## Familie
Sein Bruder Ray Tonelli war ebenfalls professioneller Eishockeyspieler, der in den 1970er Jahren einige wenige Partien in der International Hockey League bestritt. Ferner sind beide als Cousins mit Ryan Jones verwandt.